# Perilampsis diademata
Perilampsis diademata är en tvåvingeart som beskrevs av Mario Bezzi 1924. Perilampsis diademata ingår i släktet Perilampsis och familjen borrflugor. Inga underarter finns listade i Catalogue of Life.